# Краеглазка каменистая
Краеглазка каменистая, или желтоглазка деидамия (лат. Lopinga deidamia) — вид бабочек из семейства бархатниц.

## Этимология латинского названия
Деидамия (греческая мифология) — дочь скиросского царя Ликомеда, возлюбленная Ахилла.

## Описание
Длина переднего крыла 22—30 мм. Основной фон крыльев тёмно-буро-коричневый. Передние крылья с большим зрячим глазком у верхушки крыла как на верхней, так и на нижней стороне. На задних крыльях на верхней стороне до шести чёрных глазков с жёлтыми ободками, из них крупных два. На нижней стороне крыла подобные глазки являются более чёткими, перед ними проходит светлая полоска.

## Ареал
Обитает на территории от Урала (в тайге южнее 60-й параллели) через Среднюю и Южную Сибирь (к северу до средней тайги) до Приамурья, Приморья, Сахалина, Южных Курил, Монголии, Китая, Кореи и Японии (острова Хоккайдо и Хонсю). В Западной Сибири локально (заказник «Тобольский Материк», окрестности села Уват, но в основном в верхнем Приобье).

## Местообитания
В Приобье чаще в тайге. Бабочки населяют просеки в хвойных лесах, небольшие лесные затемнённые поляны. В горах в сырых хвойных лесах, на полянах, у ручьёв, на гарях до высоты 1600 м над уровнем моря, на влажной почве у луж, на лесных полянах среди зонтичных. В лесном Приамурье заселяют мари и луговины. В южных горах Дальнего Востока встречаются в поясе каменистых тундр, на каменистых россыпях, на субальпийских лужайках у верхней границы леса, а также и ниже у выхода каменистых обнажений и на торфяных лиственничных болотах.

## Биология
Развивается в одном поколении за год. Бабочки летают в конце июня — июле. Бабочки часто садятся на стволы деревьев, нередко наблюдаются у каменистых обрывов, на увлажненных участках лесных дорог. Держатся преимущественно одиночно, осторожны. Самки активно мигрируют. Питаются имаго на марьяннике.
Самка откладывает яйца по одному на нижнюю сторону листьев кормовых растений. Яйца желтовато-белые, откладываются по одному снизу листа.
Гусеница зелёная, с тёмной полоской вдоль спины, в волосках. Последний сегмент тела раздвоен. Гусеница зимует, после зимовки коричневая, окукливается на кормовом растении или рядом с ним на коре или камнях. Кормовые растения: полевица тонкая, вейник, пырей.
Куколка светло-зелёная или тёмная, висячая.

## Подвиды
- Lopinga deidamia deidamia
- Lopinga deidamia erebina Butler, 1883 (Амурская область, Уссури)
- Lopinga deidamia sachalinensis Matsumura, 1911 (Южное Приморье, Сахалин) — с хорошо развитым белым рисунком на внешнем поле снизу крыльев
- Lopinga deidamia interrupta Fruhstorfer, 1909
- Lopinga deidamia kampuzana Y. Yamazaki, 1981